# Franco d'Andrea
Pour les articles homonymes, voir D'Andrea.
 (avril 2013).
Si vous disposez d'ouvrages ou d'articles de référence ou si vous connaissez des sites web de qualité traitant du thème abordé ici, merci de compléter l'article en donnant les références utiles à sa vérifiabilité et en les liant à la section « Notes et références ».
Francesco D'Andrea dit Franco D'Andrea (né le 8 mars 1941 à Merano) est un pianiste de jazz italien.

## Biographie
Francesco D'Andrea commence à jouer du piano à 17 ans. Il avait joué précédemment de la trompette et du saxophone soprano. En 1963, il commence son activité professionnelle avec le trompettiste de jazz Nunzio Rotondo à la Rai à Rome. En 1964 arrive son premier disque avec le saxophoniste argentin  Gato Barbieri, avec lequel il collabore deux ans. En 1968, il forme avec le batteur Franco Tonani et le bassiste Bruno Tommaso le Modern Art Trio. De 1972 à 1977 joue avec le groupe jazz rock Perigeo. En 1978, forme un quartet comportant comme collaborateurs : le saxophoniste Tino Tracanna, le bassiste Attilio Zanchi et le batteur Gianni Cazzola. Le groupe s'adjoint en 1986 le percussionniste Luis Agudo, en 1989 le percussionniste Naco et le tromboniste Glenn Ferris puis en 1991 le vibraphoniste Saverio Tasca. Au début 1993 créé un nouveau trio, Current Changes, avec le trompettiste David Boato et Naco.
Son quartet d'aujourd'hui comprend le saxophoniste Andrea Ayassot, le bassiste Aldo Mella et le batteur Zeno de Rossi. Il dirige une formation élargie à 11 musiciens, Eleven. Joue également dans un trio avec Mauro Ottolini au trombone Daniele D’Agaro à la clarinette.
D’Andrea a réalisé plus de 200 disques, avec d'autres musiciens de réputation internationale comme Lee Konitz, Phil Woods et Dave Liebman. Par ailleurs a travaillé avec Ernst Reijseger, Slide Hampton, Max Roach, Conte Candoli, Frank Rosolino, Pepper Adams, Johnny Griffin, Joe Henderson, Jean-Luc Ponty et beaucoup d'autres musiciens américains et italien.
Franco D'Andrea enseigne à l'Académie Nationale de Jazz de Sienne et dirige depuis 2002 la Mitteleuropean Jazz Academy de Merano. Collabore, par ailleurs, avec l'École Civique de Musique de Milan dans le cadre du Cours Jazz.
L'Académie du Jazz de France lui a attribué en 2010 le Prix du Musicien Européen. En 2011 lui a été décerné l'Honorary Award par les Italian Jazz Awards - Luca Flores.

## Discographie

### Piano solo
- 1978 - Nuvolao (Carosello)
- 1980 - Dialogues with super-ego/Es (Red Records)
- 2001 - Solo 5 - Duke (Philology)
- 2003 - Plays Monk - Live At Metastasio Jazz (Philology)
- 2013 - Today (El Gallo Rojo)

### Franco D'Andrea Quartet
- 1997 - Ballads and Rituals (Philology)
- 1997 - Jobim (Philology)
- 2004 - Dancin' Structures (Backbeat)
- 2008 - The Siena Concert (Blue Note)
- 2011 - Sorapis (El Gallo Rojo)
- 2012 - Traditions and Clusters (El Gallo Rojo)

### Franco D'Andrea Trio
- 2002 - Standards of the Big Band Era, Chapter 1 (Philology)
- 2002 - Standards of the Big Band Era, Chapter 2 (Philology)
- 2002 - Standard Time!, Chapter 3 (Philology)

### Vari
- 1970/2008 - Modern Art Trio (Dejavu, ristampa LP/CD del 1970)
- 1983 - No Idea of Time (Red) con Mark Helias, Barry Altschul
- 1989 - Chromatic Phrygian (YVP Records)
- 1991 - Airegin (Red) con Giovanni Tommaso, Roberto Gatto
- 1994 - Ornithology Phil Woods & Franco D’Andrea Trio (Philology)
- 1994 "Our Monk" Duo avec Phil Woods.
- 1996 - Inside Cole Porter (Red) con Lee Konitz
- 1999 - Angel Eyes (Philology) con Larry Smith
- 2000 - Eleven (Via Veneto Jazz) con Steven Bernstein
- 2002 - Magicians at Work (Philology)
- 2002 - I Love You So Much It Hurts (Winter & Winter 2002) con Ernst Reijseger
- 2005 - Creole Rhapsody: D.Ellington (Philology) con Ares Tavolazzi, Massimo Manzi
- 2014 - Monk and The Time Machine (El Gallo Rojo)

## Publications
- 1982 - 26 compositions (Crepuscule, Milano)
- 1992 - Enciclopedia comparata delle scale e degli accordi avec Attilio Zanchi, collection didactique du Centro Professione Musica (Carisch, Milano)
- 1996 - Dall'Africa allo swing - la poliritmia nel linguaggio Jazz, Vidéo didactique (Carisch, Milano)
- 2011 - Aree intervallari avec Luigi Ranghino (Volontè & Co)

## Film documentaire
- 2006 - Franco D'Andrea Jazz Pianist (Miramonte Film)